# Río Tsna (lago Mstino)
El río Tsna (en ruso: Цна) es un corto río ruso que discurre por los distritos de Kuvshínovski, Ostáshkovski, Firovski y Vyshnevolotski del óblast de Tver en Rusia. Desemboca en el lago Mstino, que es drenado por el Msta y pertenece a la cuenca de drenaje del Nevá y el Mar Báltico. Tiene 160 km de longitud y la superficie de su cuenca es de  4140 km². Los principales afluentes del Tsna son el Bélaya (derecha) y el Shliná, que desemboca en el embalse de Vyshni Volochok. En 1719, el río fue represado unos 10 km por encima de su desembocadura, creando el embalse de Vyshni Volochok.
El nacimiento del Tsna está situado cerca de la divisoria de aguas entre las cuencas de drenaje del Nevá y del Volga (vertiente del mar Caspio), y el Tsna solía ser una importante ruta comercial en la Edad Media. La ciudad de Vyshni Volochok y el asentamiento de tipo urbano de Velikooktyabrski están situados a orillas del Tsna.
La fuente del Tsna está situada en las colinas de Valdái, en el distrito de Kuvshínovski, al sur del pueblo de Konakovo. Fluye hacia el sur y el sureste, y en el pueblo de Moguiliovka gira hacia el norte. Un tramo del Tsna forma una frontera entre los distritos de Kuvshínovski y Ostáshkovski, y un corto tramo al norte del primero forma la frontera entre los distritos de Kuvshínovski y Firovski. Al norte de este tramo, el Tsna entra en el distrito de Firovski y gradualmente gira hacia el noreste. Aguas abajo de la localidad de Kuznetsovo el Tsna entra en el distrito de Vyshnevolotski. Su desembocadura está junto a la aldea de Nikíforovo, donde el Tsna se une al embalse de Vyshni Volochok. El curso natural del Tsna se dirige al lago Mstino, que está conectado con el embalse por un canal, sin embargo, actualmente el embalse de Vyshni Volochok regula el caudal entre las cuencas de drenaje del Volga (a través del Tvertsa) y el Neva (a través del Msta, que desemboca en el lago Mstino).
La cuenca de drenaje del Tsna comprende la parte occidental del distrito de Vyshnevolotski, la parte meridional del distrito de Firovski y la parte noroccidental del distrito de Kuvshínovski, así como zonas menores en el este del distrito de Ostáshkovski.
Históricamente, el Tsna era una de las vías fluviales más importantes de la Rusia medieval, proporcionando una conexión desde la cuenca del mar Báltico a la del mar Caspio a través del Tvertsá. A principios del siglo XVIII, el puerto situado en Vyshni Volochok fue reemplazado por un sistema de canales, la Vía Fluvial de Vyshni Volochok.